# 父母の誤算
『父母の誤算』（ふぼのごさん）は、TBS系列の金曜ドラマ（毎週金曜日22:00 - 22:54）の枠で、1981年（昭和56年）5月8日から7月31日まで放送されていたテレビドラマ。全13話。

## 概要
原作は、篠ノ井旭高等学校（現・長野俊英高等学校）の校長を務めた教育評論家・若林繁太の著書『教育は死なず』で、本作の脚本を手掛けた小山内美江子がこの原作に感銘し、自ら出版元に交渉して本作のドラマ化が実現したという。本作の中心人物「中林繁雄」は、若林繁太をモデルとしている。
転校生の高井洋二がなぜ不良行為に出て反抗的になったのか、家庭環境の問題を軸に描いた。脚本を務めた小山内美江子の実子・利重剛が本作でドラマデビューした。

## あらすじ
静岡県の私立高校「裾野朝日高等学校」に、高井洋二という転校生が東京からやって来て、2年C組に編入した。洋二の実家は総合病院を経営し、父親も医師。洋二は挨拶もきちんとして、一見礼儀正しいように見えるが、実は無感動で無表情、心も荒んでいるという一面があった。洋二は転校初日からタバコを吸い、教師の前で「タバコを吸ってない」、親の前では「タバコを使い走りされた」と嘘をつきまくり、反抗した。停学を言い渡されても平然とした態度で東京の実家に帰ってしまうほどだった。そんな洋二を、校長の中林繁雄は独断で、自宅で預かって住まわせることを決める。その後も、洋二が万引き事件を起こすなどして学校で何度か退学処分が検討されても、その度に繁雄はそれに反対して洋二を守ろうとし、繁雄の妻・せつ子も、タバコを炊飯器で炊いてタバコご飯を作るなどして（第11話）、洋二の不良行為を直すために協力するのだった。

## キャスト
- 中林繁雄：露口茂
- 中林せつ子：長山藍子
- 高井洋二：利重剛
- 結城紀子：三原順子
- 高井信介（洋二の父）：神山繁
- 高井由紀枝（洋二の母）：白川由美
- 高井恭子（洋二の姉）：五十嵐めぐみ
- 高井清秋（洋二の兄）：貞永敏
- 中林きえ（繁雄の母）：荒木道子
- 中林久美子（繁雄の長女・高校3年）：竹田かほり
- 中林葉子（繁雄の次女・高校1年）：牛原千恵
- 中林高志（繁雄の長男・小学5年）：橋満耕司
- 上野正夫（高校3年）：村田雄浩
- 北原聖一（高校2年）：直江喜一
- 木山国夫：小鹿番 - 洋二の下宿先の主人
- 黒部道之助：川島祐介 - 2年C組のクラスメート
- 池上一郎：筧晃司 - 2年C組のクラスメート
- 市村兵太郎：神田雅敏 - 2年C組のクラスメート
- 中野武：大野貴保 - 2年C組のクラスメート
- 川合務：常井浩 - 2年C組のクラスメート
- 尾形先生：林ゆたか - 2年C組担任
- 大友先生：織本順吉
- 本多先生：伊藤敏八
- 石川先生：沼崎悠
- 五十嵐先生：林孝一
- 脇田教頭：小野泰次郎
- 我王銀次
- 小田切（精神分析学者）：戸浦六宏

## スタッフ
- 原作：若林繁太「教育は死なず」より
- 脚本：小山内美江子
- 制作プロデューサー：大山勝美
- プロデューサー：鈴木淳生
- 演出：竹之下寛次、近藤邦勝
- 音楽：松下誠
- 制作著作：TBS

## 主題歌
甲斐バンド『漂泊者（アウトロー）』（作詞・作曲：甲斐よしひろ）
- オープニングテーマは、松下誠作曲のテーマ曲

## サブタイトル
| 各話   | 放送日        | サブタイトル         | 演出       |
| ------ | ------------- | -------------------- | ---------- |
| 第1話  | 1981年5月8日  | 奇妙な非行少年       | 竹之下寛次 |
| 第2話  | 1981年5月15日 | 甘ったれた闖入者     | 竹之下寛次 |
| 第3話  | 1981年5月22日 | いたずらの天才       | 近藤邦勝   |
| 第4話  | 1981年5月29日 | 天邪鬼めが走る       | 近藤邦勝   |
| 第5話  | 1981年6月5日  | ある非常手段         | 竹之下寛次 |
| 第6話  | 1981年6月12日 | 脱走                 | 竹之下寛次 |
| 第7話  | 1981年6月19日 | したたかな改悛       | 近藤邦勝   |
| 第8話  | 1981年6月26日 | 親原病に罹る家庭     | 近藤邦勝   |
| 第9話  | 1981年7月3日  | 女とバイクが怖い     | 竹之下寛次 |
| 第10話 | 1981年7月10日 | 少年は殺ったのか     | 竹之下寛次 |
| 第11話 | 1981年7月17日 | タバコ飯禁煙法       | 近藤邦勝   |
| 第12話 | 1981年7月24日 | 少年の日が返ってきた | 近藤邦勝   |
| 第13話 | 1981年7月31日 | 教育は死なず         | 竹之下寛次 |